# Shortlanesend
Shortlanesend är en by i civil parish Kenwyn, i distriktet Cornwall, i grevskapet Cornwall, i England. Byn är belägen 3 km från Truro. Byn hade 1 430 invånare år 2021.